# Brigitte Schultze (Slawistin)
Brigitte Schultze (* 17. Juli 1940 in Stralsund) ist eine deutsche Slawistin.

## Leben und Werk
Geboren in Stralsund als Brigitte Batereau floh sie mit ihren Eltern in die Bundesrepublik und besuchte in Göttingen das Gymnasium, das sie 1959 mit dem Abitur abschloss. Anschließend folgte ein Doppelstudium von Russisch und Englisch für das Lehramt sowie der Slavistik in Göttingen. Zwei Auslandssemester verbrachte sie mit Hilfe eines Fulbright-Stipendiums an Mount Holyoke College in den USA. 1966 legte sie ihr Staatsexamen ab. Anschließend erhielt sie eine Assistentenstelle in Göttingen bei Maximilian Braun, bei dem sie 1973 auch promovierte. 1980 folgte die Habilitation bei Reinhard Lauer, der schon Zweitbetreuer ihrer Doktorarbeit gewesen war.
Nach Lehrstuhlvertretungen in Bamberg und an der FU Berlin erhielt sie 1987 einen Ruf auf die neu eingerichtete Professur für Polonistik an der Universität Mainz. Hier wirkte sie bis zu ihrer Emeritierung 2005 intensiv an der Weiterentwicklung des Mainzer Polonicums mit.
Nachdem sie den Schwerpunkt ihrer Forschungen zunächst auf die russische Literatur gelegt hatte, beschäftigte sie sich später umfassend mit der polnischen Literatur (v. a. der Romantik und der Moderne), aber auch mit der Bohemistik. Ihr besonderes Interesse galt dem Werk Dostojewskis, Trifonows und Lermontows sowie der Übersetzung von Dramen und der Geschichte literarischer Stoffe. Dabei war sie schon früh an komparatistischen Fragen interessiert. In Göttingen wie in Mainz wirkte sie an verschiedenen Sonderforschungsbereichen mit.
Bis zu seinem Tod war sie mit dem Bibliothekar und Slawisten Hans Schultze (1929–2019) verheiratet.

## Veröffentlichungen (Auswahl)
- Der Dialog in F. M. Dostoevskijs „Idiot“, München 1974. 314 S.
- Hochzeit und Trauung in der polnischen Literatur des 20. Jahrhunderts. Tradierung und künstlerische Funktion eines literarischen Themas, Göttingen 1982. 67 S.
- Studien zum russischen literarischen Einakter. Von den Anfängen bis A.P. Čechov, Wiesbaden 1984. 337 S.
- Jurij Trifonovs „Der Tausch“ und Valentin Rasputins „Geld für Maria“. Ein Beitrag zum Gattungsverständnis von Povest' und Rasskaz in der russischen Gegenwartsprosa, Göttingen 1985. 72 S.
- Perspektywy polonistyczne i komparatystyczne, Kraków 1999. VIII, 497 S.
- Der polnische Bauernfürst: Vom Bauern zum König. Arbeit am Stoff in vier Jahrhunderten, Frankfurt am Main 2003.